# فرانسيسكو دي جيسس
فرانسيسكو دي جيسس (بالبرتغالية: Chiquinho de Jesus‏) (مواليد 9 مايو 1956) هو ملاكم برازيلي، مثّل بلاده في الألعاب الأولمبية الصيفية في دورتي 1976 و1980.

## روابط خارجية
فرانسيسكو دي جيسس على موقع بوكس ريك (الإنجليزية) (registration required)
- فرانسيسكو دي جيسس على موقع أوليمبيديا (الإنجليزية)